# 답돈
답돈(蹋頓, ? ~ 207년)은 오환(烏丸)의 왕이다. 구력거(丘力居)의 조카이며 누반(婁班)의 사촌형이다.

## 오환의 통합과 원소와의 제휴
답돈은 요서오환의 수령 구력거(丘力居)의 조카로 꾀가 많고 지략이 빼어나며 사납고 용맹해 여러 부족의 장로들은 모두 그를 흉노제국의 전설적인 선우 모돈에 비견했다고 한다.
구력거가 죽었을 때, 그의 아들 누반(婁班)의 나이가 어렸으므로 조카인 답돈이 대신 즉위하여 세력을 이어받았다. 답돈은 망명객들을 받아들이고 수백년 간 분열을 거듭하며 3부로 갈라져 있던 요서·요동속국·우북평 오환의 통합을 이루어 이들을 모두 다스렸고 당시 오환은 중국 북부의 기마민족들 중 가장 두각을 나타냈다.
한편, 원소(袁紹)가 한복(韓馥)을 협박하여 기주를 빼앗는 데 공손찬(公孫瓚)을 이용하였기 때문에 원소와 공손찬은 대립하게 되었다. 이에, 원소와 공손찬이 여러 차례 싸웠으나 결판이 나지 않았는데, 이때 답돈은 원소에게 사자를 보내 화친을 청하며 원소를 도와 공손찬을 격파하는데 크게 공헌했다. 196년, 원소는 조서(詔書)를 꾸며 답돈을 오환선우(單于)로 삼고 한로왕 오연과 초왕 소복연 등 다른 3군 오환의 지도자들을 제각기 좌,우 선우로 삼아 답돈의 명령을 받들도록 했으며, 일족의 여식을 양녀로 삼아 답돈에게 시집보냈다.
이후 누반이 장성하자 초왕 등은 누반에게 선우를 이어받게 하고 답돈은 왕으로 강등되었지만, 여전히 실권을 장악하여 대외적으로는 오환의 선우로 여겨질만큼 강력한 위세를 떨치고 있었다. 한편, 후한에서는 원소가 죽고(202년) 후계자인 원상(袁尙)은 조조(曹操)에게 패하여 답돈에게 망명해 왔다.(205년 음력 1월) 답돈은 원상을 보호하며 원상이 재기하도록 도운다. 그 결과 모든 기반을 잃은 일개 망명객에 불과했던 원상은 상곡군에 주둔하며 오환의 군사를 이끌고 거듭 변경을 침입하고 원소의 구신들을 사주해 조조에 대한 반란을 일으켜, 조조가 임명한 자사와 태수들을 살해하며 수십만의 유주(幽州) 백성들을 오환으로 끌고 가는 등 조조의 커다란 골칫거리가 되어 원소 사후 사실상 조조의 유일한 적수로 여겨기던 유표(劉表) 이상의 위험인물로 평가되었고, 심지어는 원상을 방치할 경우에 조조의 새 거점인 기주(冀州)의 유지 가능성조차 논의되기에 이른다.

### 죽음
더이상 피해를 좌시할 수 없었던 조조는 마침내 오환 원정을 결정했다. 당시 조조군은 무종(無終)을 통해 오환의 본거지인 유성으로 진군하고 있었으나 비로 인해 대로가 끊겼던 데다, 여러 샛길들은 답돈과 원상의 군대가 선점하고 철저히 지키고 있어 고전하며 시간을 보내고 있었고, 조조는 이에 크게 고심하고 있었다. 당시 독자적인 세력을 이끌면서 오랫동안 재야의 명사로 지냈던 전주(田疇)는 평소 오환에게 원한을 품고 있었는데, 조조가 오환을 공격한다는 소식을 듣고는 무리를 모아 조조에게 합류했는데 그는 2백년 동안 이용이 끊겨 잊혀져 있던 고로를 안내하며 진군할 것을 권했고, 이를 받아들인 조조는 작전을 완전히 수정하여 노룡(盧龍)방면의 길을 통해 오환의 본거지를 향해 잠행한다.
이때 조조는 퇴각을 위장하고 있었고, 오환은 노룡을 통한 샛길의 존재를 모르고 있었으므로 조조군이 사라지자 몇차례의 척후 끝에 실제로 조조가 철수했다고 믿고 있었다. 하지만 총사령부인 유성(柳城)에서 불과 2백리 지점에서 조조의 대군이 포착되자 답돈과 원상은 경악하여 황급히 조조와 맞섰다.
게다가 이때 답돈은 백랑산에 올라갔다가 때마침 조조와 갑작스럽게 조우하였는데, 당시 조조는 본대에서 이탈해 있어 거느린 군사는 적었으나 고지에 위치하고 있었고, 답돈의 군사들은 제대로 대오도 갖추지 못한 상태였다. 조조는 장료(張遼)에게 명해 답돈을 공격하게 했고, 답돈은 난전중 조순(曹純)의 부하들에게 생포당하여 참수되었다.
한편 원상은 답돈의 무리를 수습해 범성에서 조조군을 맞아싸웠으나 불의의 습격을 당한데다 졸지에 지도자까지 잃은 오환족은 허무하리만큼 철저히 붕괴되었고, 원상은 누반 등 다른 오환의 지도자들과 함께 다시 망명을 거듭하게 된다.

## 같이 보기
- 삼국지 인물 목록

## 참고 문헌
- 진수(3세기), 《삼국지》 〈권30〉 〈오환선비동이전〉
- 범엽, 《후한서》(5세기), 〈제90권 오환선비열전(烏桓鮮卑列傳)〉 (漢文本)